# Brottby kvarn

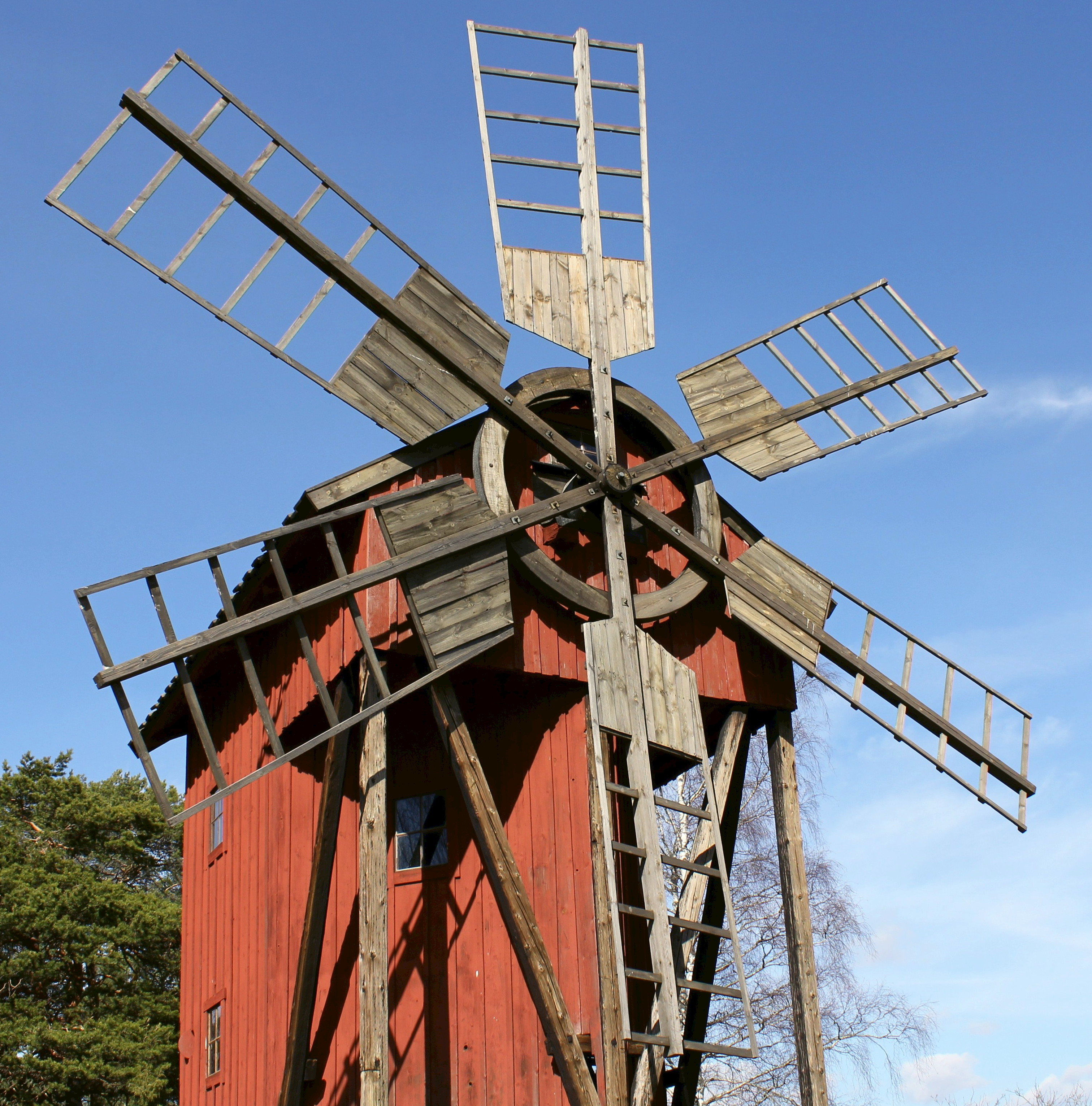
Brottby kvarn, april 2011.

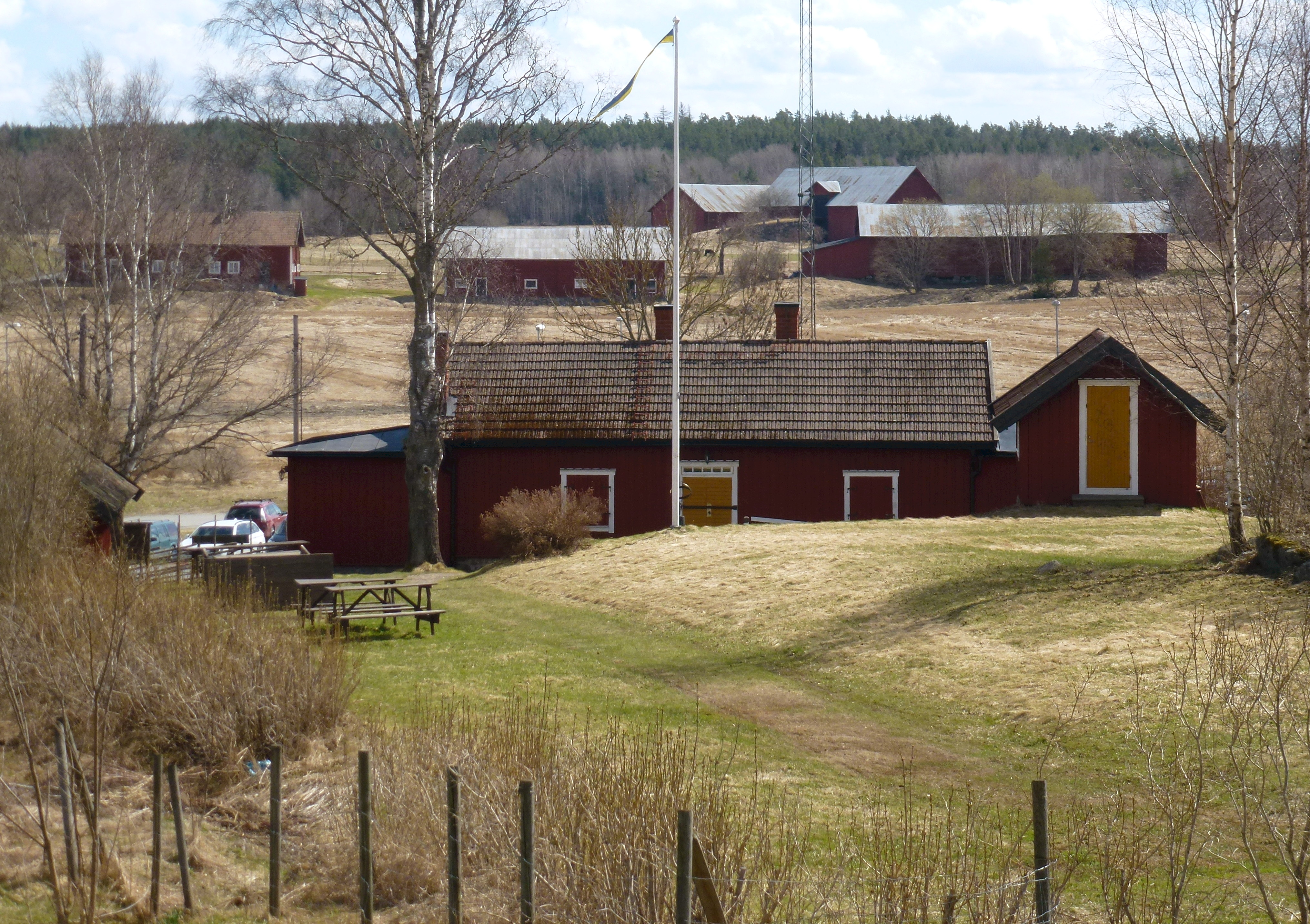
Brottby kvarnstuga, maj 2013.

Brottby kvarn är en väderkvarn från 1870-talet i tätorten Brottby i Vallentuna kommun.  Denna så kallade skenkvarn är en av få bevarade. Kvarnhuset roterar genom att på undersidan ha en cirkulär järnskena i förbindelse med rullager. 

## Historik
Brottby kvarn står på ett gravfält från yngre järnåldern (ca 500-1100 e.Kr.) intill den forntida vattenvägen Långhundraleden. På 1870-talet lät Brottby gårds ägare uppföra denna skenkvarn. Från gården till kvarnen ledde en allékantad väg.
Väderkvarnen hade från början åtta vingar. Med hjälp av en cirkulär skena på järnrullar kunde kvarnhuset rotera, så att kvarnvingarna ställdes in till önskad vindriktning. Såvitt känt har denna byggnadstyp bara förekommit i Uppland. På kvarnen sitter en vindflöjel som bär årtalet 1905, vilket antyder att en renovering skedde då.  
I en redovisning till Kommerskollegium 1906 uppgavs att kvarnen var i drift tre veckor årligen, till förmalning av säd till gryn. En anställd arbetare sysselsattes. Kvarndriften avvecklades mot slutet av 1910-talet.
På 1960-talet övertogs kvarnen av Vallentuna kommun och förvaltas sedan 1980-talet av Össeby hembygdsförening. En stor upprustning 1989–1993 innebar att kvarnhuset räddades från förfall. Då monterades sex kvarnvingar. Vid nästföljande upprustning 2013 iståndsattes kvarnhusets maskineri. Dessutom ersattes 1990-talets sex kvarnvingar med åtta nya, vilket var en återgång till mer ursprungligt utseende.
Intill kvarnen står även en kvarnstuga, troligen också byggd på 1870-talet. Båda byggnaderna ägs och förvaltas idag som hembygdsgård av Össeby hembygdsförening.

## Detaljer

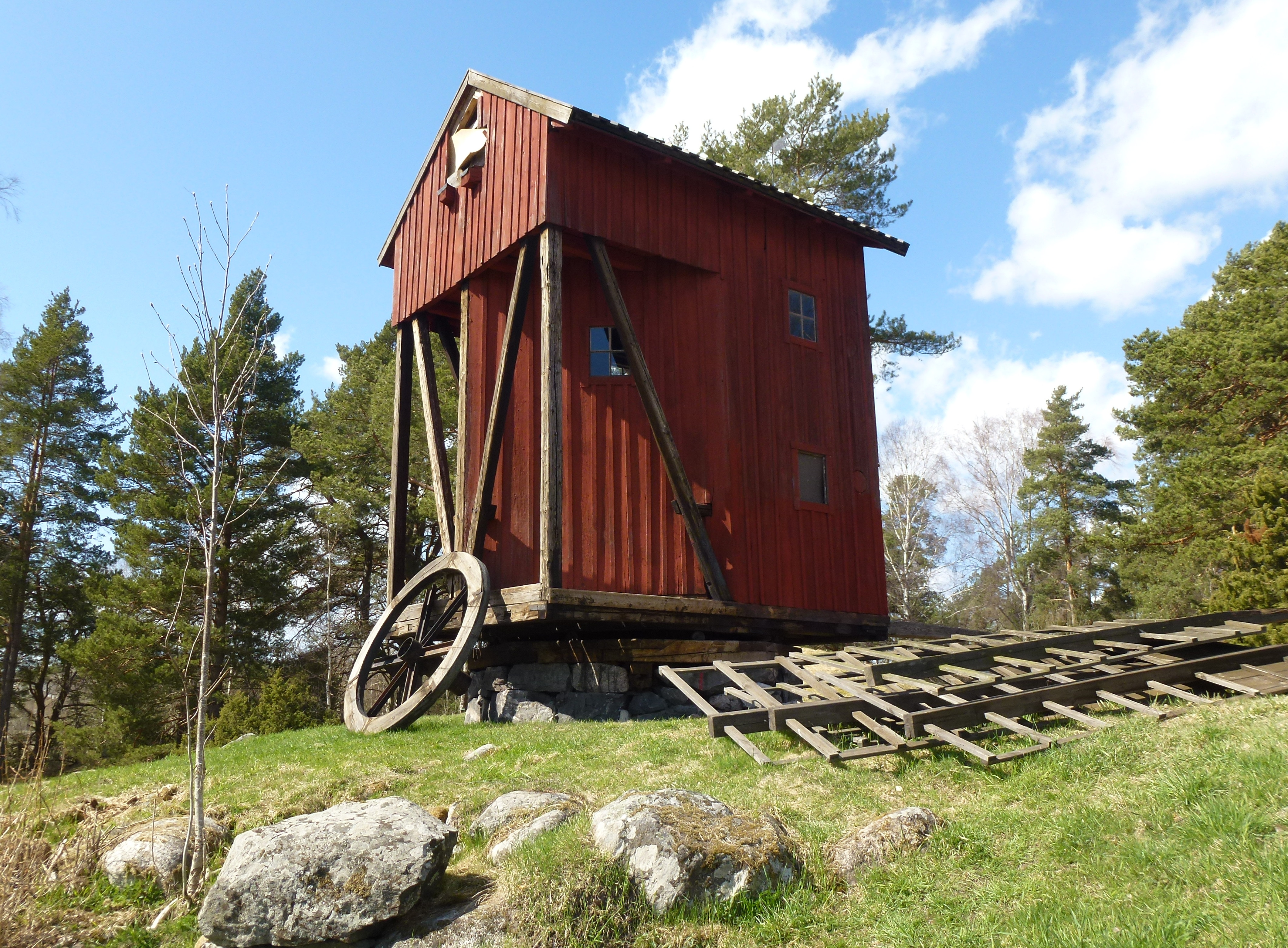
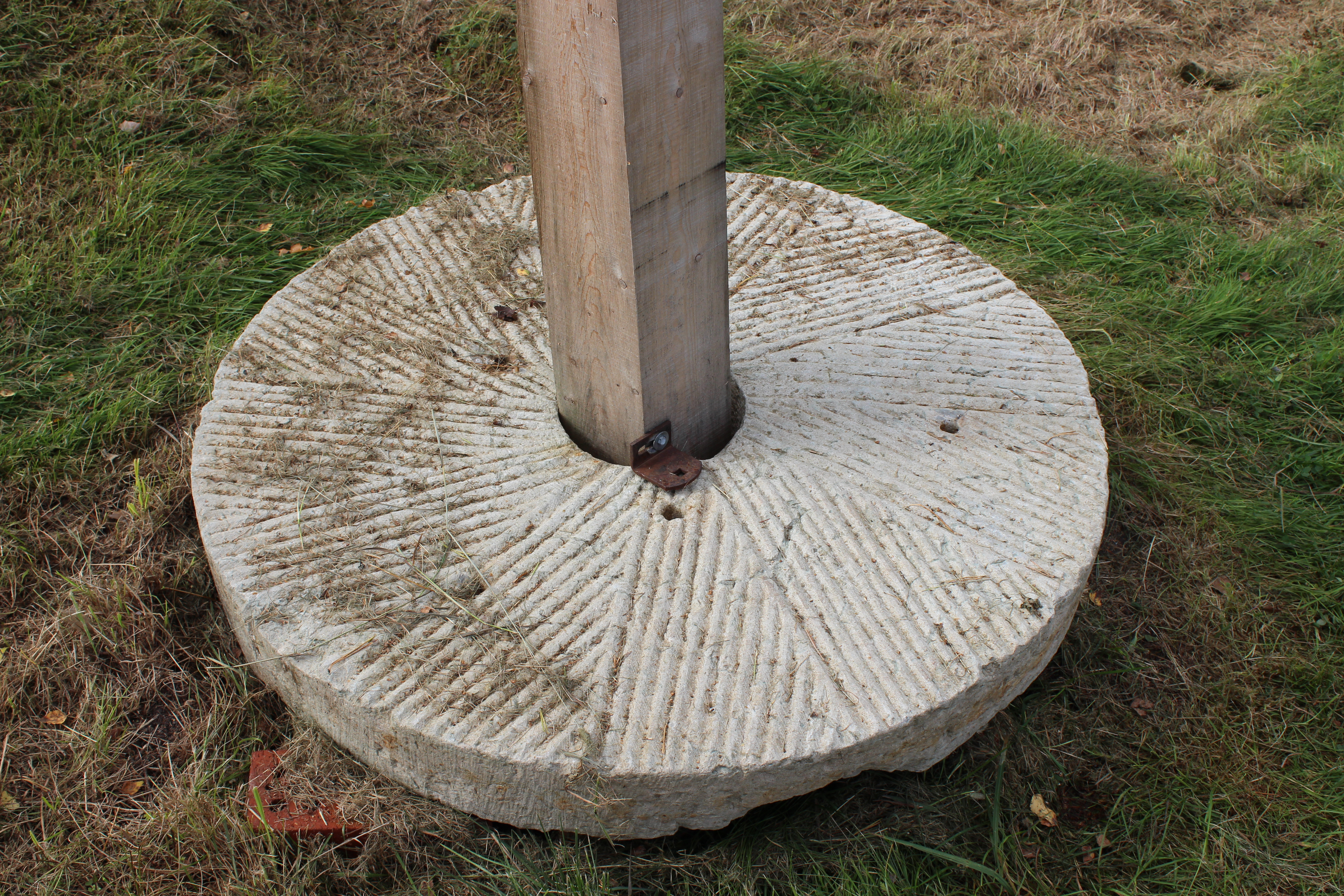
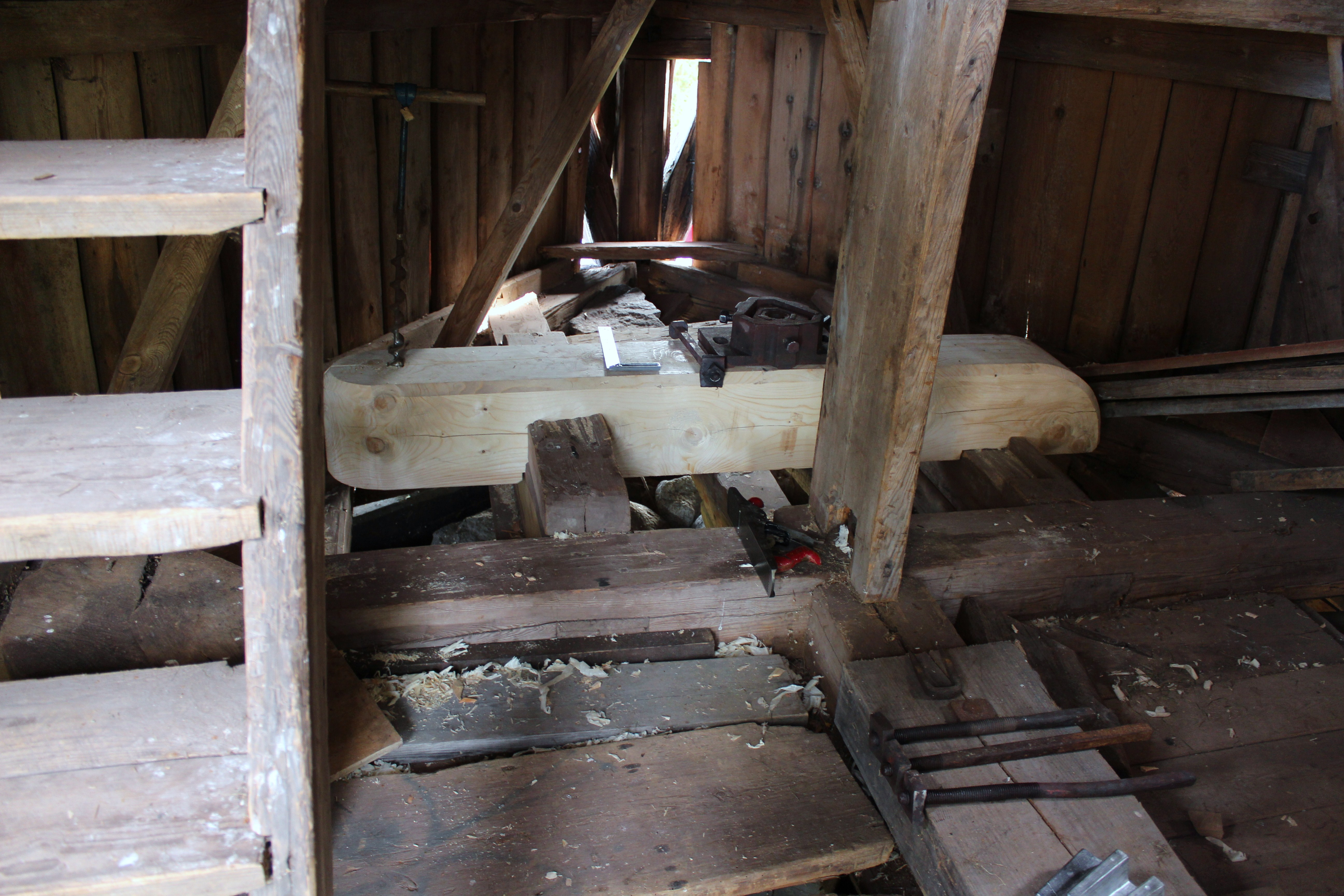
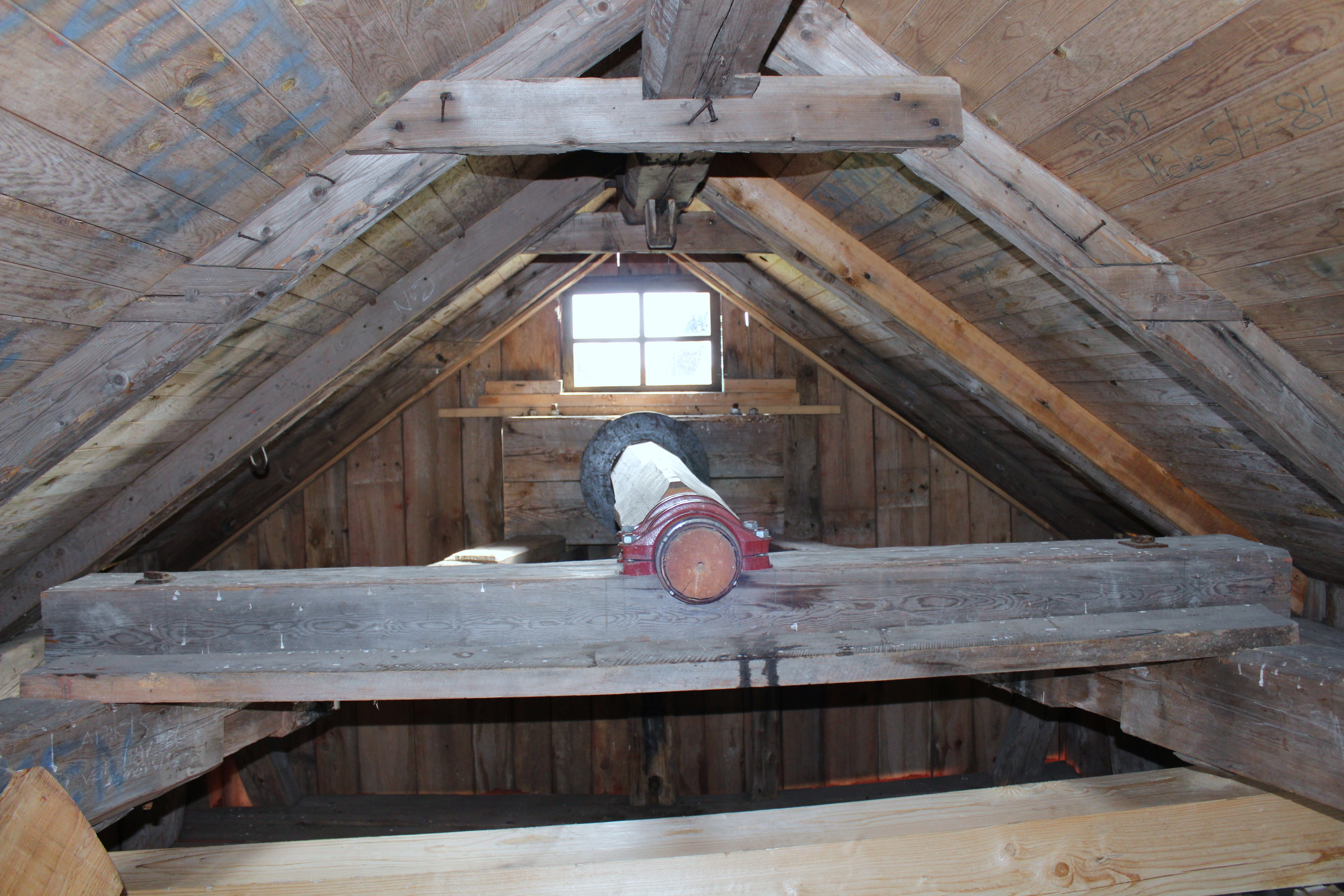
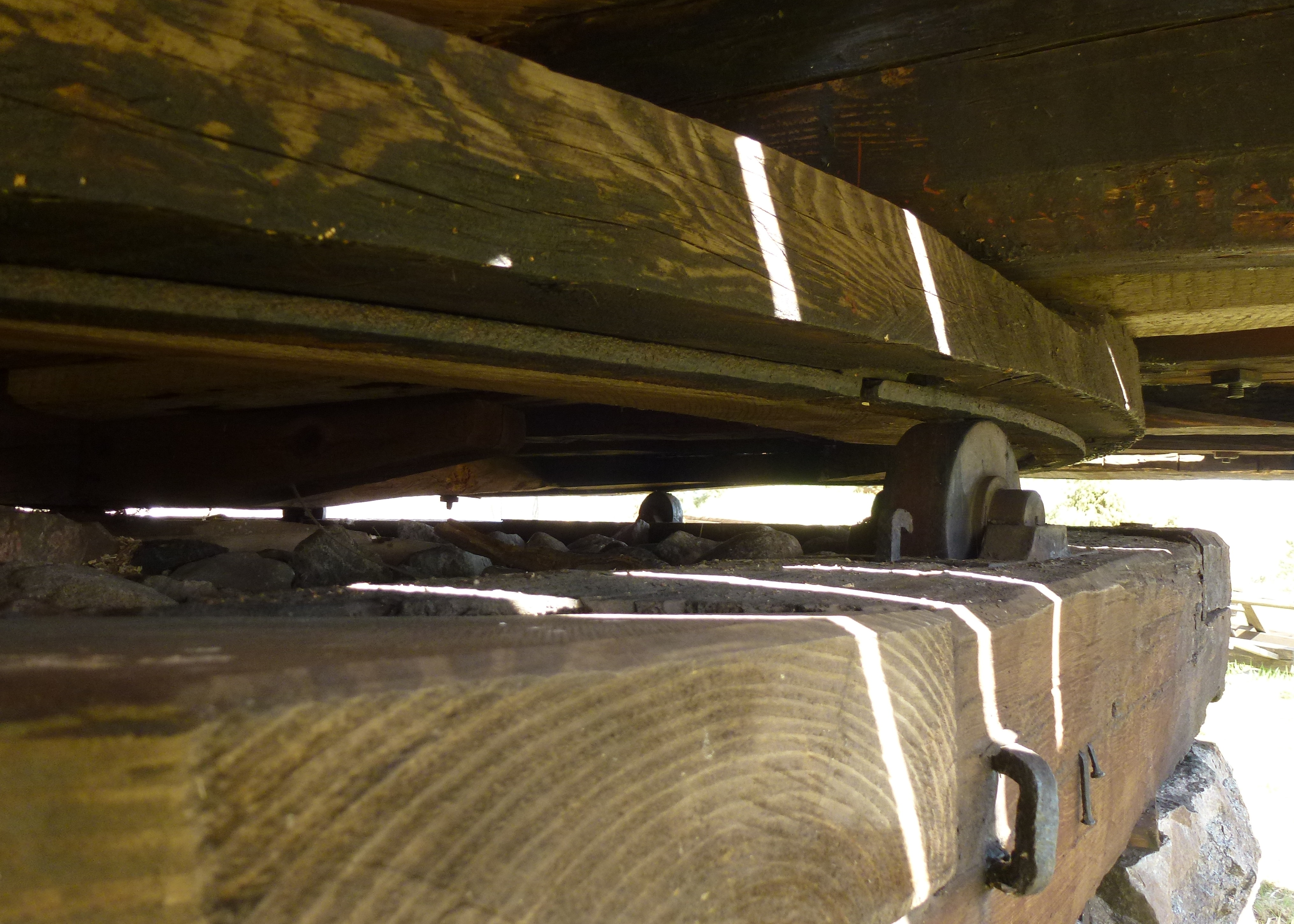